# Polestar
Polestar je švédská automobilka založená v roce 1996 automobilovým závodníkem Janem Nilssonem pod jménem Flash Engineering. Firma se prvních deset let soustředila na sportovní úpravu vozů pro závodní účely od automobilky Volvo Cars, v roce 2005 pak byla odkoupena Christianem Dahlen, jenž jí dal jméno Polestar Racing. Polestar poté zůstal rozdělený na dvě divize, jednu zabývající se úpravami vozů pro závody a druhou vyrábějící výkonové varianty vozů Volvo. Tuto divizi pak v roce 2015 odkoupilo Volvo a Dahl svojí část společnosti přejmenoval na Cyan Racing. V roce 2017 pak automobilka Geely, která vlastní Volvo, rozhodla, že z Polestaru udělá vlastní značku.
Svůj první model představil Polestar v roce 2017 a jednalo se o hybrid Polestar 1, jenž by měl jít do prodeje v polovině roku 2019. O rok později by měl na trh přijít čistě elektrický sedan Polestar 2, v roce 2021 pak automobilka plánuje opět elektrický Polestar 3, což by měl být vůz s karoserií SUV kupé. Dle tvrzení společnosti budou všechna její budoucí auta čistě elektrická. Cenově se Polestar pohybuje v oblasti prémiových automobilek, nejlevnější Polestar 2 by měl začínat přibližně na jednom milionu korun, nejdražší Polestar 1 poté vyjde až na čtyři miliony. Výroba vozů bude probíhat v Číně.